# Smardzko
Smardzko [ˈsmart͡skɔ] (trước đây là Simmatzig của Đức) là một ngôi làng thuộc khu hành chính của Gmina widwin, thuộc quận Świdwin, West Pomeranian Voivodeship, ở phía tây bắc Ba Lan. Nó nằm khoảng 7 kilômét (4 mi) về phía đông của Świdwin và 95 km (59 mi) về phía đông bắc của thủ đô khu vực Szczecin.